# Pardosa shuangjiangensis
Pardosa shuangjiangensis este o specie de păianjeni din genul Pardosa, familia Lycosidae, descrisă de Yin et al., 1997. Conform Catalogue of Life specia Pardosa shuangjiangensis nu are subspecii cunoscute.